# حشره‌خوار سموری بزرگ
حشره‌خوار سموری بزرگ(نام علمی: Potamogale velox) نام یک گونه از تیره تیغ‌پشت است.